# Atherigona ferrari
Atherigona ferrari este o specie de muște din genul Atherigona, familia Muscidae, descrisă de Adrian C. Pont în anul 1986.
Este endemică în New South Wales. Conform Catalogue of Life specia Atherigona ferrari nu are subspecii cunoscute.